# Ігнацув (Пйотрковський повіт)
Ігнацув (пол. Ignaców) — село в Польщі, у гміні Розпша Пйотрковського повіту Лодзинського воєводства.
Населення — 552 особи (2011).
У 1975-1998 роках село належало до Пйотрковського воєводства.

## Демографія
Демографічна структура станом на 31 березня 2011 року:
|          | Загалом | Допрацездатний вік | Працездатний вік | Постпрацездатний вік |
| -------- | ------- | ------------------ | ---------------- | -------------------- |
| Чоловіки | 269     | 62                 | 183              | 24                   |
| Жінки    | 283     | 62                 | 172              | 49                   |
| Разом    | 552     | 124                | 355              | 73                   |